# Everything Is Thunder
Everything Is Thunder é um filme de suspense britânico de 1936, dirigido por Milton Rosmer e estrelado por Constance Bennett, Douglass Montgomery e Oskar Homolka. Foi baseado no romance de J. B. Hardy.

## Elenco
- Constance Bennett - Anna von Stucknadel
- Douglass Montgomery - Hugh McGrath
- Oskar Homolka - Detetive Schenck Götz
- Roy Emerton - Kostner
- Frederick Lloyd - Muller
- Peggy Simpson - Mitzi
- George Merritt - Webber